# Jacob van Loo

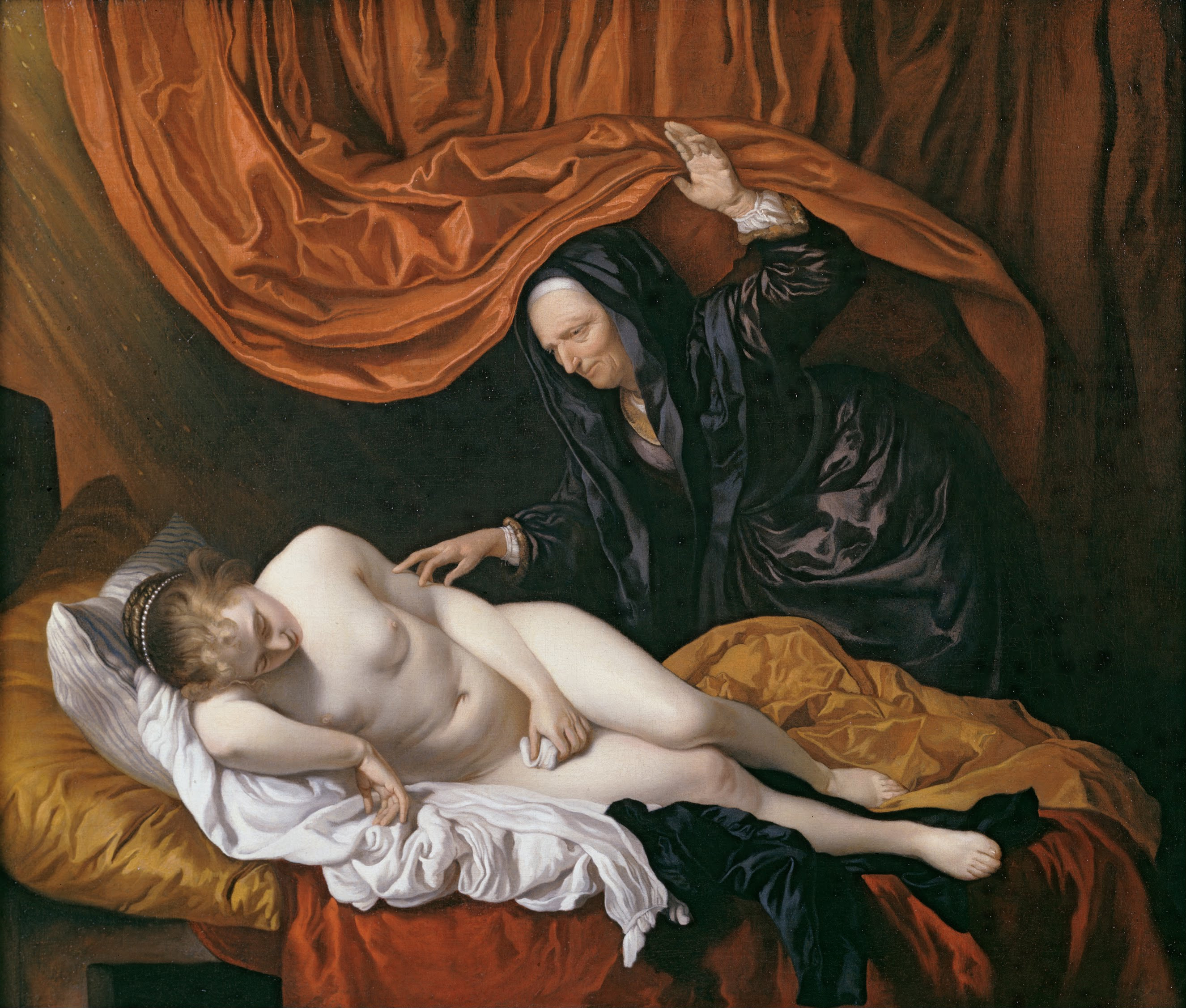
Danae przedstawiona na obrazie Jacoba van Loo

Jacob van Loo (ur. 1614 w Sluis, zm. 26 listopada 1670 w Paryżu) – malarz flamandzki, protoplasta rodziny francuskich malarzy Van Loo.

## Życiorys
Jacob van Loo urodził się w Sluis niedaleko Brugii. Źródła różnią się w sprawie jego ojca: miał to być albo malarz Jan van Loo, albo notariusz Jacques van Loo. W tym pierwszym przypadku miał on być pierwszym nauczycielem syna. W tym drugim jako potencjalni nauczyciele wchodzą w grę Anthonie Palamedesz i Pieter Codde, co wnioskuje się na podstawie tematyki malarstwa Jacoba. Innym kandydatem jest Nicolaes Moeyaert (przed 1592–1655), gdyż dwie kopie jego prac są przypisywane Van Loo.
Na pewno był aktywny w Amsterdamie, gdzie zachowały się o tym wzmianki w źródłach. Tamże, w 1643 roku poślubił Annę Lengele (około 1618–1656), córkę notariusza z Hagi. Jej bratem był malarz Martinus Lengele (około 1615–1568). Nieżyjąca już wówczas matka panny młodej Anneke Mijtens pochodziła ze znanej rodziny malarzy.
Jacob van Loo wyrobił sobie opinię dobrego portrecisty; stadhouder Fryzji Willem Frederik van Nassau-Dietz specjalnie zatrzymał się w swojej podróży z Hagi do Harlingen w 1648, by pozować mu w Amsterdamie. Kandydował do kilku zamówień państwowych, których jednak nie otrzymał. Zamówiono za to u niego dwa grupowe portrety regentów i regentek Aalmoezeniers Werkhuis w Haarlem, które powstały w 1658 i 1659 roku (obecnie we Frans Hals Museum, Haarlem).
Ceniony był przez współczesnych także za sceny mitologiczne. W latach 50. zaczął malować obrazy przedstawiające muzyków, żołnierzy i młode kobiety w scenach, w których relacje między postaciami (rozmowa, gra, flirt) były kluczowymi elementami narracji. Obok Gerbranda van den Eeckhoutest uważany jest za jednego z prekursorów tego stylu i inspiratorów dzieł Vermeera. Jego sposób malowania w tym czasie zbliżył się do Gerarda ter Borcha i Nicolaesa Maesa. W tym okresie jego jedynym uczniem był Eglon van der Neer.
W 1652 roku nabył obywatelstwo Amsterdamu. W 1660 roku, w konsekwencji długotrwałego zatargu, doszło do sprzeczki i walki Van Loo ze znanym z agresywnych zachowań handlarzem wina Hendrikiem Bredą, w trakcie której malarz zabił swojego przeciwnika ciosem noża. Nie czekając na sprawę sądową (ostatecznie został zaocznie skazany za to zabójstwo na dożywotnią banicję pod groźbą egzekucji), uciekł z sześciorgiem dzieci do Paryża; jego żona już wówczas nie żyła.
W Paryżu nadal odnosił sukcesy. Starał się o członkostwo Królewskiej Akademii Malarstwa i Rzeźby, do której został przyjęty w 1663 roku, po zaprezentowaniu portretu malarza Michela Corneille’a (1601–1664). Ocenia się, że to przedstawienie umiejętnie oddało charakter postaci, uzyskując ten efekt dzięki pozie i gestykulacji, przy niemal zupełnym braku akcesoriów. Musiał także złożyć deklarację dobrego zachowania, której zażądano wobec zastrzeżeń do morale malarza.
Zmarł 26 listopada 1670 w Paryżu i został tam pochowany.
Był protoplastą dynastii francuskich malarzy Van Loo.